# Brunejski zaljev
Brunejski zaljev (malajski:Teluk Brunei) nalazi se na sjeverozapadnoj obali otoka Borneo, u Bruneju i Maleziji. Nalazi se istočno od Bandar Seri Begawan, Brunej.
To je oceanski ulaz u izolirani okrug Temburong u Bruneju, odvojen od ostatka Bruneja malezijskom državom Sarawak koja ga okružuje do zaljeva.
Cesta duga 30 km koja povezuje okruge Muara i Temburong u Bruneju, dovršena 2018., prelazi preko Brunejskog zaljeva. Dionica koja prolazi kroz Brunejski zaljev iznosi 14-km.

## Okoliš
Brunejski zaljev sadrži oko 8000 hektara plimnih muljevitih i pješčanih ravnica, slojeva morske trave, koraljnih grebena, mangrova, obalnih šuma i pješčenjačkih otočića. BirdLife International ih je identificirao kao važno područje za ptice (IBA) jer podržava značajan broj populacija raznih vrsta ptica, uključujući sundske legnjeve (lat. Caprimulgus concretus), male marabue (lat. Leptoptilos javanicus), crnokape rode (lat. Ciconia stormi), mangrovske čaplje (lat. Egretta eulophotes), pustinjske kulike (lat. Anarhynchus leschenaultii), sahalinske prutke (lat. Tringa guttifer) i dugorepe čigre (lat. Sterna dougallii). Prijetnje uključuju obalno koćarenje, lov na vodene ptice i fragmentaciju staništa zbog krčenja mangrova.

### Drugi izvori
- Caldecott (1987); Currie (1979a, 1979b, 1980 i 1982); Farmer (1986); Farmer i sur. (1986.); Howes & Sahat (u pripremi); Karpowicz (1985); Lindley (1982); Sahat (1987.); Teng (1970. i 1971.); UGL Consultants Ltd (1983).
- John R. Howes, Mohammad Jaya bin Haji Sahat i Euan G. Ross.

## Vanjske poveznice
|  | Zajednički poslužitelj ima još gradiva o temi Brunejski zaljev |